# Front Chrétien
Front Chrétien était une association politique antisémite active aux États-Unis de 1938 à 1940 et fondée en réponse à l'appel du prêtre catholique et radiophonique Charles Coughlin. Elle était principalement basé à New York et bon nombre de ses membres étaient issus de la communauté catholique irlandaise et germano-américaine. Leurs activités comprenaient la distribution de publications partageant leurs idées politique et la participation à des rassemblements paramilitaires. Après que le gouvernement américain eut commencé des enquêtes à la fin des années 1930, quelques membres furent arrêtés et poursuivis. Les procès de ces membres discréditèrent l'ensemble du mouvement et à la fin de 1940, l'association  n'était plus active.